# Craig Bellamy
Craig Bellamy, född 13 juli 1979 i Cardiff, Wales, är en professionell före detta fotbollsspelare (yttermittfältare/anfallare) som avslutade sin karriär i Cardiff City. Sedan debuten i det walesiska landslaget 1998 har han spelat 79 landskamper.
Han valdes till årets unga spelare i Premier League 2001/2002. År 2006 blev han köpt från Blackburn Rovers till Liverpool FC. Sommaren 2007 köpte West Ham United honom för ca 124 miljoner kronor. Bellamy är bland annat känd för sitt heta temperament.
Inför Champions Leaguemötet med FC Barcelona i februari 2007 rapporterades det att Bellamy attackerat lagkamraten John Arne Riise med en golfklubba under ett träningsläger i Algarve inför matchen. Som ett resultat av händelsen bötfälldes både Bellamy och Riise av klubben. I matchen mot Barcelona gjorde Bellamy mål framspelad av just Riise och firade genom att härma en golfswing i luften.
I augusti 2010 blev det klart att Bellamy lånades ut till Cardiff City säsongen 2010-2011.